# Francis William Troup

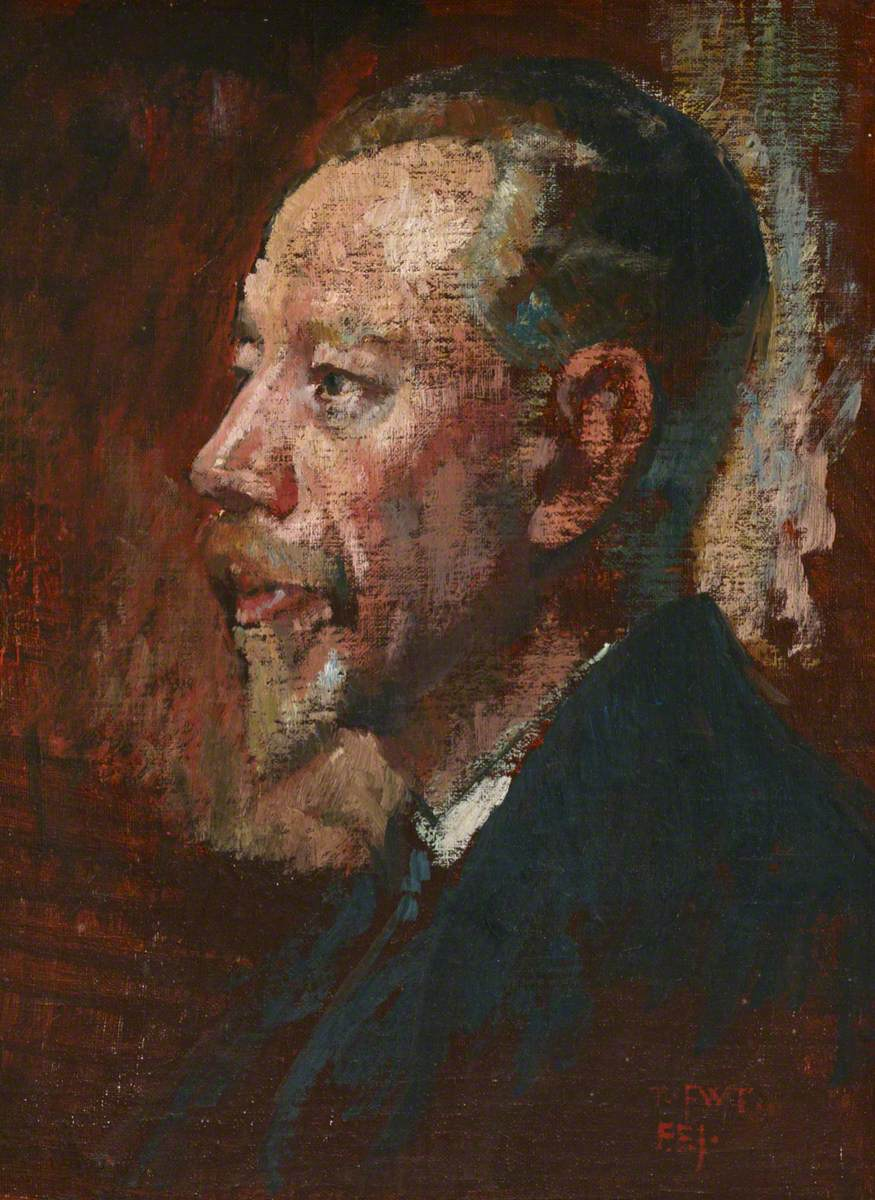
Francis William Troup, ca. 1930, gemalt von Francis Ernest Jackson (1872–1945). The Royal Institute of British Architects

Francis William Troup (* 11. Juni 1859 in Huntly, Aberdeenshire, Schottland; † 11. Mai 1941 in Greater London, England) war ein britischer Architekt, Designer und Kunsthandwerker der Arts-and-Crafts-Bewegung.

## Leben
Francis William Troup wurde 1859 in Huntly, Aberdeenshire, geboren. Von 1877 bis 1882 absolvierte er eine Ausbildung bei den Architekten Campbell Douglas und James Sellars in Glasgow. Anschließend arbeitete er in den Büros von John James Stevenson, John McKean Brydon, William Young, George Lethbridge und Sir Robert Rowand Anderson. Von 1884 bis 1886 studierte er an den Royal Academy Schools in London und wurde 1885 für seine Zeichnungen mit einer Silbermedaille ausgezeichnet. 1888 qualifizierte er sich als Architekt und eröffnete 1891 ein eigenes Büro in London. Von 1921 bis 1941 war er Partner von Harold Rooksby. 1889 wurde er zum Associate (RIBA) und 1899 zum Fellow (RIBA) des Royal Institute of British Architects gewählt. Francis Troup war aktives Mitglied der Arts and Crafts Exhibition Society und trat 1895 der Art Workers’ Guild bei, deren Master er 1923 wurde. Von 1896 bis 1901 unterrichtete er Metallarbeiten an der Central School of Arts and Crafts in London.

## Werk
Francis William Troup entwarf zahlreiche Gebäude, darunter die Hauptgebäude der Peasant Arts in Haslemere sowie das Wohnhaus von Joseph und Maude Egerton King. Zu seinen bekanntesten Arbeiten zählen zudem Projekte für das St. John’s College in Oxford und die Bank of England. Neben seiner Tätigkeit als Architekt war Troup auch als Designer aktiv. Er entwarf Möbel und dekorative Objekte, darunter ein 1914 entstandenes, hängendes Wandregal aus Walnussholz, das vermutlich in der Werkstatt von Ernest Gimson oder den Barnsleys gefertigt wurde.